# Юрманга (приток Лундонги)
Юрманга — река в Вологодской области России.
Протекает по территории Никольского района. Впадает в реку Лундонгу в 42 км от её устья по левому берегу. Длина реки составляет 41 км, площадь водосборного бассейна — 279 км². Населённых пунктов на реке нет.

## Данные водного реестра
По данным государственного водного реестра России относится к Верхневолжскому бассейновому округу, водохозяйственный участок реки — Унжа от истока до устья, речной подбассейн реки — Волга ниже Рыбинского водохранилища до впадения Оки. Речной бассейн реки — (Верхняя) Волга до Куйбышевского водохранилища (без бассейна Оки).
По данным геоинформационной системы водохозяйственного районирования территории РФ, подготовленной Федеральным агентством водных ресурсов:
- Код водного объекта в государственном водном реестре — 08010300312110000014542
- Код по гидрологической изученности (ГИ) — 110001454
- Код бассейна — 08.01.03.003
- Номер тома по ГИ — 10
- Выпуск по ГИ — 0

### Притоки (км от устья)
- 14 км: река Моториха (лв)